# Wizarding World
Wizarding World (v doslovném překladu z anglického originálu Kouzelnický svět, dříve J. K. Rowling's Wizarding World) je fantasy mediální franšíza, jejíž tvůrkyní je britská spisovatelka J. K. Rowling. Jedná se o sdílený fikční svět, vytvořený na základě knih o Harrym Potterovi. Celá franšíza zahrnuje sérii 7 knih o Harrym Potterovi, 8 filmových adaptací této knižní série, filmovou sérii Fantastická zvířata, divadelní inscenace, zábavní atrakce, digitální publikace a merchandising. V současné době je také připravován remake původních 7 knih o Harrym Potterovi ve formě televizního seriálu. Filmová práva pro produkci a distribuci jsou vlastněna Warner Bros. Pictures. Globální výdělek 9,6 miliardy dolarů z 11 filmových adaptací, činí z těchto děl čtvrtou nejvýdělečnější filmovou sérii všech dob, po Marvel Cinematic Universe, Star Wars a Spider-Manovi.